# Wereldtentoonstelling van 1968
De Wereldtentoonstelling van 1968 werd gehouden in de Texaanse stad San Antonio om te vieren dat de 'Nieuwe Wereld' (Noord- en Zuid-Amerika) door immigranten uit vele landen is bevolkt. Het was tevens de 250e verjaardag van de stichting van San Antonio. Het Bureau International des Expositions erkende de tentoonstelling als 17e gespecialiseerde tentoonstelling. 